# Driss Debbagh
Driss Debbagh (in arabo: إدريس الدباغ ; Marrakech, 7 novembre 1921 – 1986) è stato un ambasciatore marocchino.
Ambasciatore in Italia (1959-1961) e Cavaliere di Gran Croce dell'Ordine al Merito della Repubblica Italiana, e ministro di commercio, industria, industria mineraria e marina mercantile (da giugno 1963 a novembre 1963). È stato anche vicepresidente e amministratore della Banque Commerciale du Maroc.
Sharif Driss Debbagh, era figlio di Sharīf Tayed ibn Brahim Debbagh e della sua seconda moglie Zahra Soussi Bint Mohammed. Parlava correntemente berbero, arabo, francese, inglese e italiano. Ha vissuto in Francia alla fine degli anni quaranta e ha ricevuto un bachelor in ingegneria chimica nel 1950 da L'École Nationale Supérieur des Arts et Industries Textiles de Roubaix. Tornato in Marocco ed è diventato il presidente della federazione di aeronautica reale sport nel 1957, e presidente della CJP (Centre des Jeunes Patrons) dello stesso anno.

## Premi
- Cavaliere di Gran Croce dell'Ordine al merito della Repubblica Italiana[1]
- Anche se è stato ambasciatore a Roma, S.E. Driss Debbagh ricevuto una distinzione da Papa Giovanni XXIII.